# Kindergarten Cop
Kindergarten Cop ist eine US-amerikanische Filmkomödie aus dem Jahr 1990. Der Regisseur war Ivan Reitman, das Drehbuch schrieben Timothy Harris, Murray Salem und Herschel Weingrod. Die Hauptrolle spielte Arnold Schwarzenegger.

## Handlung
Der hartgesottene Polizist John Kimble, der beim Los Angeles Police Department arbeitet, nimmt den Drogendealer Cullen Crisp, den er seit Jahren verfolgt, wegen Mordes an einem seiner eigenen Informanten fest. Die Tat beobachtete eine junge, drogenabhängige Frau, die als Zeugin die Verhaftung von Crisp ermöglicht. Um ihn aber rechtskräftig verurteilen zu können, braucht die Polizei die Hilfe von Crisps Ex-Ehefrau Rachel, die jedoch mit ihrem Sohn Cullen jr. und einigen Millionen Dollar aus Crisps Drogengeschäft untergetaucht ist. Der Informant, der von Crisp ermordet wurde, hatte allerdings ihren Aufenthaltsort ausfindig gemacht: einen Kindergarten in Astoria, Oregon.
Kimble und seine Kollegin Phoebe O’Hara werden losgeschickt, um die beiden zu finden und zur Zusammenarbeit zu überreden, was durch die Tatsache erschwert wird, dass von beiden keine aktuellen Fotos existieren. Um die beiden zu finden, soll O’Hara im Kindergarten einen Job als Erzieherin annehmen und Cullen Jr. identifizieren, doch auf der Hinfahrt erkrankt sie unerwartet, und so muss Kimble spontan den Part übernehmen. Die Kinder nerven ihn mit ihrem Toben und ihrer spielerischen Natur, doch unter Zuhilfenahme seines Polizistentrainings schafft er es, den Kindern Disziplin beizubringen. Gleichzeitig jedoch beginnt er, Gefallen an diesem Job zu finden, und er engagiert sich aus vollem Herzen für seine Schüler.
Kimble verliebt sich in eine junge Lehrerin namens Joyce, deren Sohn Dominic in seiner Klasse ist. Im Laufe der Zeit stellt sich jedoch heraus, dass sie Crisps Ex-Frau und Dominic in Wahrheit dessen Sohn ist. Ebenso hat Crisp die Geschichte mit dem gestohlenen Drogengeld nur erfunden, um seinen Sohn an sich zu bringen, den seine Ex-Frau beschützen will. Inzwischen kommt Crisp durch die Initiative seiner herrischen Mutter wieder frei: Sie hatte dafür gesorgt, dass der Zeugin der Tat reines Heroin verkauft wurde, so dass die Frau deswegen an einer Überdosis starb. Damit gibt es keinen Belastungszeugen mehr gegen Crisp, so dass er wieder freikommen kann. 
Gleich danach taucht er in Astoria mit seiner Mutter auf und will seinen Sohn an sich bringen. Um Dominic von Kimble trennen zu können, setzt er den Kindergarten in Brand und entführt seinen Sohn wird aber von den anderen Kindern rechtzeitig bemerkt. Als Kimble, von den Kindern gewarnt, ihn schließlich in der Schultoilette stellt, verletzt Crisp Kimble, wird aber von diesem erschossen. Crisps Mutter taucht dann auf und verletzt Kimble mit ihrer eigenen Pistole. Nachdem er seine Pistole, die er dabei fallenlassen musste, nimmt, bedroht sie Kimble mit ihrer Pistole, um zu erfahren, wo ihr Enkelsohn ist. Als sie im Begriff ist ihn zu ermorden, weil er sich weigert es ihr zu sagen, wird sie von O’Hara überwältigt. Sie wird dann verhaftet und abgeführt. 
O’Hara, die einen tollpatschigen Koch heiraten will, besucht später den schwerverletzten Kimble im Krankenhaus und fragt ihn, wohin sie die Einladung zur Hochzeit verschicken sollen. Kimble entscheidet sich daraufhin, als Lehrer im Kindergarten zu bleiben und ein neues Leben mit Joyce und Dominic zu beginnen, kehrt zurück und erreicht sein Ziel.

## Hintergründe

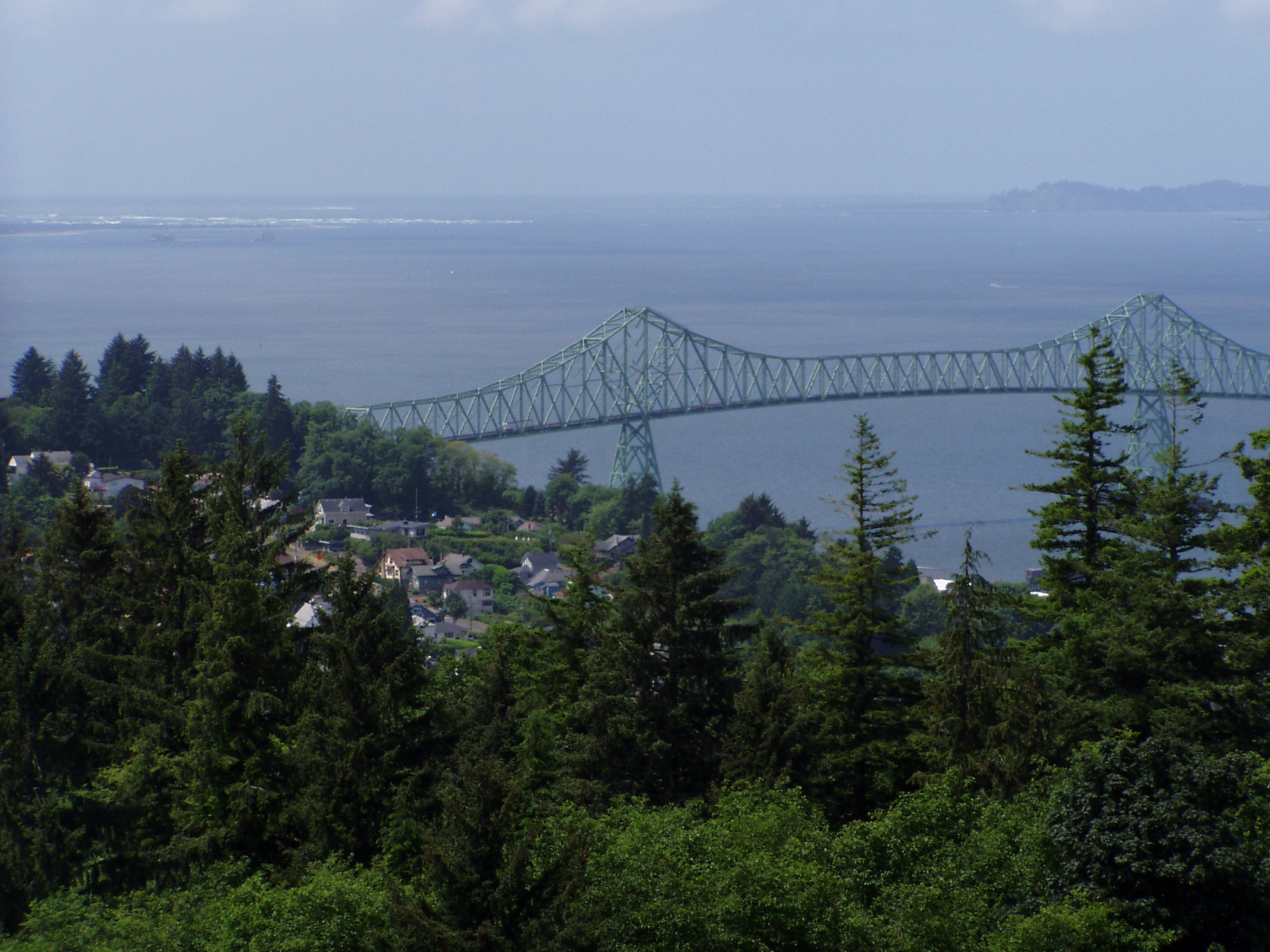
Astoria, Oregon, diente als Drehort für die Kleinstadt.

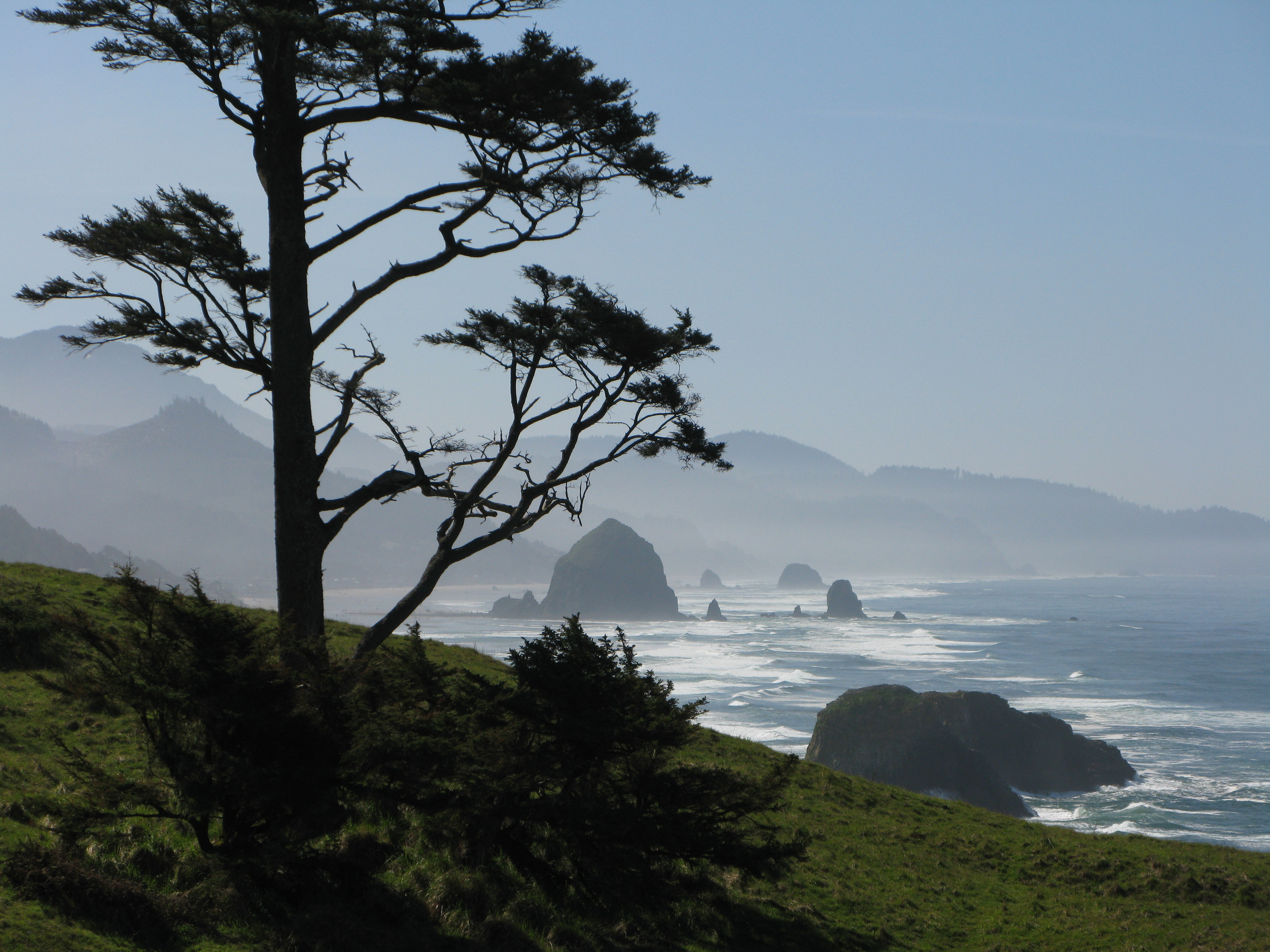
Die Picknickszenen wurden im Ecola State Park in Cannon Beach, Oregon gedreht, wobei der Monolith Haystack Rock in der Ferne sichtbar ist.

- Die Produktionskosten betrugen schätzungsweise 26 Millionen US-Dollar. Der Film spielte in den Kinos der USA ca. 91,5 Millionen US-Dollar ein.[1]
- Als Drehorte dienten Astoria und Ecola State Park in Cannon Beach mit dem Monolith Haystack Rock in Oregon.
- Im Original spricht Schwarzenegger, als er Pamela Reed ins Motel trägt, zwei kurze, aber deutliche Sätze auf Deutsch: „Das macht mich stocksauer. Jetzt bin ich sauer.“
- 2016 erschien die Fortsetzung Kindergarten Cop 2. Dolph Lundgren übernahm die Hauptrolle, ohne in den Charakter von Schwarzenegger zu schlüpfen. Die Regie führte Don Michael Paul.[2]

## Synchronisation
Die deutsche Synchronbearbeitung stammt von Michael Nowka, der für Dialogbuch und Synchronregie verantwortlich war.
| Rolle                              | Darsteller                       | Synchronsprecher  |
| ---------------------------------- | -------------------------------- | ----------------- |
| John Kimble                        | Arnold Schwarzenegger            | Thomas Danneberg  |
| Rachel Crisp/Joyce Palmieri        | Penelope Ann Miller              | Marina Krogull    |
| Phoebe O’Hara                      | Pamela Reed                      | Uta Hallant       |
| Frau Schlowski                     | Linda Hunt                       | Tilly Lauenstein  |
| Sylvesters Mutter                  | Cathy Moriarty                   | Judy Winter       |
| Cullen Crisp                       | Richard Tyson                    | Detlef Bierstedt  |
| Eleanor Crisp                      | Carroll Baker                    | Barbara Adolph    |
| Dominic Palmieri/Cullen Crisp, Jr. | Christian Cousins/Joseph Cousins | Timm Neu          |
| Zachs Mutter                       | Jayne Brook                      | Ulrike Möckel     |
| Zachs Vater                        | John Hammil                      | Wilfried Herbst   |
| Captain Salazar                    | Richard Portnow                  | Joachim Pukaß     |
| Cindy                              | Alix Koromzay                    | Maud Ackermann    |
| Danny                              | Tom Kurlander                    | Andreas Fröhlich  |
| Hairstylist                        | Jason Stuart                     | Michael Nowka     |
| Joshuas Mutter                     | Heidi Swedberg                   | Katharina Koschny |
| Sekretärin von Miss Schlowski      | Molly Cleator                    | Eva-Maria Werth   |

Die deutsche Synchronisation leistet sich einen groben Schnitzer: Die Kinder rezitieren zum 4. Juli (US-amerikanischer Unabhängigkeitstag) die berühmte Gettysburg Address von Abraham Lincoln und beginnen mit den Worten „Vor 407 Jahren …“. Lincolns „Four score and seven years ago“ heißt aber „vor 87 Jahren“, bezogen auf die Zeit zwischen der Unabhängigkeitserklärung von 1776 und der Schlacht bei Gettysburg im Jahr 1863 (analog zum französischen „quatre-vingt“ bedeutet das altertümliche englische „score“ hier „20“). 

## Kritiken
Der Film erhielt gemischte Kritiken. Das Filmkritik-Portal Rotten Tomatoes gibt für den Film 51 % positive Rezensionen an und er hat einen Metascore von 61 von 100 bei Metacritic.

„Brutaler Actionfilm, der unverhohlen eine paramilitärische Erziehung propagiert, Gewalt als Lösungsmittel von Konflikten verherrlicht und nur in wenigen Momenten eine ironische, für ein jugendliches Publikum aber nicht erkennbare Distanz zu seiner ‚Der-Zweck-heiligt-die-Mittel‘-Mentalität aufbaut.“

„Nach Zwillinge war Kindergarten Cop der zweite Reitman-Film, in dem Megastar Schwarzenegger nicht mit seinen prallen Muskeln beeindruckte, sondern auf die Lachmuskeln des Publikums zielte. Durchaus erfolgreich: Sein neues Image bescherte ihm eine Gage von 15 Mio. Dollar und sprach auch Zuschauer an, die für seine harten Actionstreifen bisher kein Eintrittsgeld ausgegeben haben dürften. Gleichwohl bleibt der Film, einigen guten ironischen Textsequenzen und den goldigen Kinderdarstellern zum Trotz, konventionell in der Realisierung und klischeebelastet in der Story.“

Die Filmbewertungsstelle Wiesbaden verlieh der Produktion das Prädikat „besonders wertvoll“.

## Auszeichnungen
Der Film gewann den Young Artist Award in zwei Kategorien und wurde in einer weiteren für den gleichen Preis nominiert. Randy Edelman gewann den BMI Film Music Award.